# Stara Synagoga w Starym Sączu
Stara Synagoga w Starym Sączu – zbudowana w 1876 roku. Istniała do 1902 roku, kiedy ją zburzono. W 1906 roku została zastąpiona przez Nową Synagogę. 